# Leptocleididae
I leptocleididi (Leptocleididae) sono un gruppo di rettili acquatici estinti, appartenenti ai plesiosauri. Vissero principalmente nel corso del Cretaceo inferiore (circa 140 - 110 milioni di anni fa) e i loro resti fossili sono stati ritrovati in Europa (Inghilterra, Germania), Nordamerica (Alberta), Oceania (Australia) e Africa (Marocco, Sudafrica). 

## Descrizione
Questi animali possedevano un corpo di piccole dimensioni se rapportato a quello degli altri plesiosauri, e solitamente non superavano i 3 metri di lunghezza. Alcuni tra i leptocleididi sono tra i più piccoli plesiosauri conosciuti. Il cranio triangolare era relativamente allungato e dotato di una cresta sagittale più o meno elevata, mentre il collo era relativamente corto. Il corpo appiattito era più compatto rispetto alla maggior parte dei plesiosauri. Al contrario dei pliosauri dal collo corto, i leptocleididi possedevano costole cervicali terminanti in una singola punta e una profonda depressione centrale nei centri delle vertebre del collo.

## Classificazione
Questa famiglia è stata definita per la prima volta da White nel 1940 per accogliere Leptocleidus, un piccolo plesiosauro dalle caratteristiche insolite del Cretaceo inferiore. In seguito sono stati descritti altri generi di leptocleididi, ma la classificazione di questa famiglia non è chiara. Inizialmente sono stati considerati parenti primitivi dei grandi pliosauridi sulla base di caratteristiche antiquate del cranio; successivamente vennero avvicinati ai romaleosauridi, un gruppo di plesiosauri antiquati tipici del Giurassico inferiore e medio (Cruickshank, 1997). Ricerche più recenti hanno messo in luce strette parentele con i policotilidi, altri plesiosauri di piccole dimensioni più specializzati, vissuti nel Cretaceo superiore (Benson e Druckenmiller, 2013). Questi due gruppi farebbero parte del clade Leptocleidia, a sua volta strettamente imparentato con gli elasmosauridi, i plesiosauri di grandi dimensioni e dal collo lunghissimo.

## Paleobiologia
I leptocleididi dovevano essere vagamente simili alle attuali foche per forma e dimensioni, ed è possibile che avessero un analogo stile di vita. Le teste e i denti di questi animali sembrano adatti a catturare prede veloci o a strappare pezzi di carne da grandi carcasse. Numerosi fossili di leptocleididi sono stati ritrovati in facies rappresentanti basse acque marine costiere, o addirittura lagune; è possibile inoltre che questi animali vivessero in acque dolci come laghi e fiumi. Nonostante questo, i lepocleididi dovevano essere in grado di spostarsi abilmente lungo le coste dei mari cretacei, dal momento che i loro resti sono stati ritrovati in numerosi siti in gran parte del mondo.